# Munidopsis granosicorium
Munidopsis granosicorium är en kräftdjursart som beskrevs av A. B. Williams och Baba 1990. Munidopsis granosicorium ingår i släktet Munidopsis och familjen trollhumrar. Inga underarter finns listade i Catalogue of Life.